# Revdite
La revdite è un minerale.